# Izolda Jasnowłosa
Izolda Jasnowłosa – księżniczka irlandzka, bohaterka średniowiecznej legendy celtyckiej „Tristan i Izolda”.
Izolda była córką króla Anguisha i królowej Izoldy Starszej. Po raz pierwszy pojawia się, kiedy leczy rany Tristana, zadane mu przez jej wuja Morhołta. Kiedy jego tożsamość zostaje ujawniona, rycerz ucieka do swojej ojczyzny. Powraca do Irlandii, aby prosić o rękę Izoldy w imieniu swojego wuja i króla – Marka z Kornwalii oraz jego zadaniem jest przywieźć wybrankę króla do Kornwalii. Przed podróżą matka Izoldy daje służebnicy swojej córki – Brangaine flaszeczkę z napojem miłosnym przeznaczonym na noc poślubną nowożeńców. Po drodze jednak Izolda i Tristan przez przypadek wypijają napój miłosny. Młodzi zakochują się w sobie bez pamięci i zaczyna się romans, który zakończy się dopiero wygnaniem Tristana z Kornwalii. Legenda opowiada o nieszczęśliwej, nigdy nie spełnionej, ale też żywej do tragicznego końca miłości i jej konsekwencjach w życiu obojga bohaterów.